# Yavana
Il termine Yavana in sanscrito, cosiccome Yona in pali e in pracrito, sono parole usate nell'India antica per indicare i parlanti di lingua greca. "Yavana" e "Yona" sono traslitterazioni della parola greca per Ioni (greco antico: Ἴωνες < Ἰάoνες < *Ἰάϝoνες), che furono probabilmente i primi greci ad essere conosciuti in Oriente.
Entrambi i termini compaiono nell'antica letteratura sanscrita. Yavana compare ad esempio nel Mahābhārata, mentre Yona in testi come il Mahavamsa, cronaca dello Sri Lanka.
Gli Yona sono menzionati nelle iscrizioni di Ashoka, insieme ai Kamboja, come due società in cui esistono solo nobili e schiavi.
Esempi di associazione diretta di questi termini con i Greci sono:
- La menzione degli "Yauna" negli archivi amministrativi di Persepoli (550-333 a.C.).[1]
- La menzione del "re Yona Aṃtiyoka" negli Editti di Ashoka (280 a.C.).
- La menzione del "re Yona Aṃtalikitasa" nel pilastro di Eliodoro a Vidisha (110 a.C.)
- Il re Milinda e la sua guardia del corpo di "500 Yona" nel Milinda Panha.
- La descrizione dell'astrologia greca e della terminologia greca nello Yavanajātaka "Natività degli Yavanas" (150 d.C.).
- La menzione di Alessandria del Caucaso, "la città degli Yona" nel Mahavamsa, capitolo 29 (IV secolo d.C.).

In generale, le parole "Yoṇa" o "Yoṇaka" erano le forme ellenistiche greche correnti, mentre il termine "Yavana" era la parola indiana per designare i greci o gli indo-greci.